# Melanagromyza difficilis
Melanagromyza difficilis este o specie de muște din genul Melanagromyza, familia Agromyzidae, descrisă de Spencer în anul 1959.
Este endemică în Mozambic. Conform Catalogue of Life specia Melanagromyza difficilis nu are subspecii cunoscute.